# Steingutfabrik Jacobi, Adler & Co.

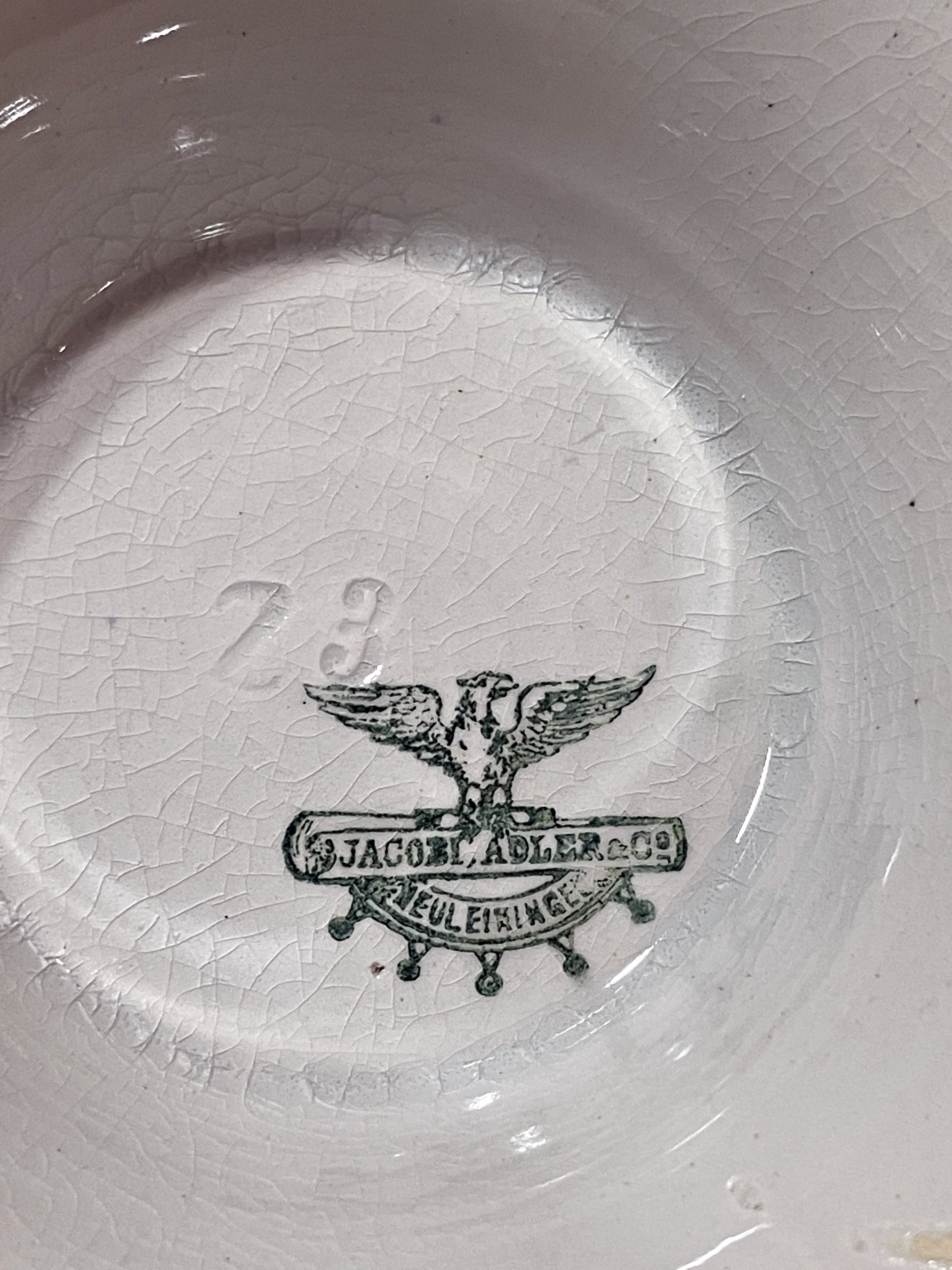
Markenzeichen der Steingutfabrik Jacobi, Adler & Co.

Die Steingutfabrik  Jacobi, Adler & Co., später Neuleininger Steingutfabrik,  war eine keramische Firma in Neuleiningen-Tal, Landkreis Bad Dürkheim, Rheinland-Pfalz. Sie existierte zwischen 1873 und 1932.

## Geschichte
1859 erwarb der jüdische Unternehmer David Adler die am Eckbach gelegene Obermühle in Neuleiningen-Tal. Es handelte sich um eine Mahl- und Papiermühle. 1864 trat der Sohn Moses Adler in das Geschäft ein. Es hieß nun „David Adler und Sohn“ und letzterer hatte die Konzession zur Einrichtung einer „Porzellanfabrik“ erhalten. Zunächst produzierte man neben dem Mühlenbetrieb hauptsächlich Tonpfeifen.
Mit Datum vom 28. November 1873 verkaufte der Vater David Adler seinen hälftigen Firmenanteil an die Brüder Isaac und Ludwig Friedrich Jacobi aus Grünstadt. Spätestens ab diesem Zeitpunkt erfolgte hier nun verstärkt die Herstellung von Steingutprodukten, insbesondere Geschirr. Die Firma nannte sich „Jacobi, Adler & Co.“; der Warenstempel zeigte einen Adler, ein halbes Mühlrad und den genannten  Firmenschriftzug. 1897 vergrößerte man das Firmenareal nach Osten hin, um die sogenannte Felsenmühle, ehemals eine Ölmühle, jetzt als Farbmühle genutzt.

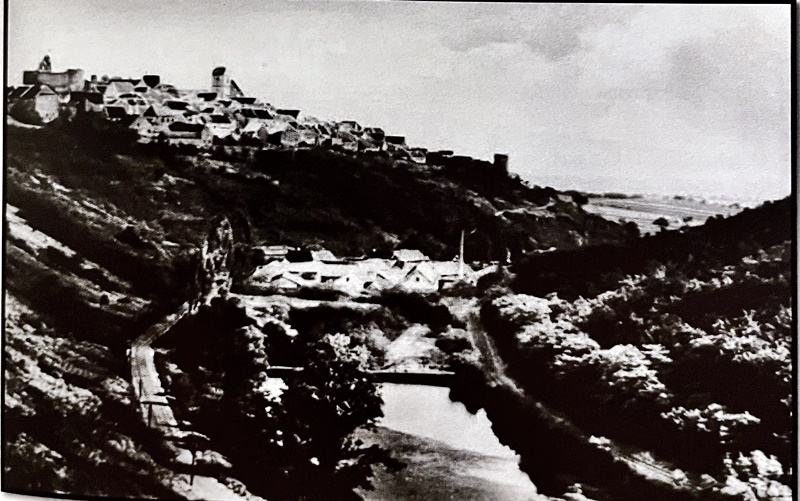
Neuleiningen-Tal, Eckbachweiher, dahinter (mit Kamin) Keramikfirma Jacobi, Adler & Co., oben auf dem Berg Neuleiningen

Um 1910 beschäftigte das Unternehmen ca. 300 Arbeiter, betrieb 17 Brennöfen und besaß 4 Großschornsteine sowie einen eigenen Bahnanschluss mit Drehscheibe. Man stellte sehr formschöne und anspruchsvolle Steingutwaren her.
Infolge des verlorenen Ersten Weltkriegs und der danach einsetzenden Inflationszeit ging der Umsatz jedoch zurück. Zum 15. November 1922 wurde die Firma Jacobi, Adler & Co. von einer offenen Handelsgesellschaft in eine Aktiengesellschaft umgewandelt und hieß nun „Neuleininger Steingutfabrik“. Als solche bestand sie noch 10 Jahre fort und musste Ende Juni 1932, wegen Zahlungsunfähigkeit, den Betrieb  einstellen. Zu diesem Zeitpunkt arbeiteten dort noch 140 Personen. Die Firmenanlagen wurden bis Ende 1936 abgerissen.
Die Produkte der jüdischen Fabrik sind heute begehrte Sammlerobjekte. Sowohl das Museum Neuleiningen, als auch das Stadtmuseum Grünstadt besitzen davon größere Sammlungen. Die Brüder Jacobi ließen sich in Grünstadt, Poststraße 19 u. 21, zwei gleichartige, nebeneinander gelegene Villen erbauen, die heute als Kulturdenkmäler ausgewiesen sind.